# 垦利经济开发区
垦利经济开发区，是中华人民共和国山東省东营市垦利区下辖的一个类似乡级单位。

## 行政区划
垦利经济开发区下辖以下地区：
开发区虚拟社区。